# Armengol IV de Urgel
Armengol IV de Urgel, también denominado Ermengol (o Hermenegildo en castellano), llamado el de Gerb (c. 1050-Gerb, 1092), fue hijo de Armengol III y Adelaida de Besalú. A la muerte de su padre, le sucedió como conde de Urgel, gobernando este condado entre 1065 y 1092. 

## Vida política
Comenzó a gobernar a los doce años bajo la tutela de la condesa-viuda Sancha de Aragón, tercera mujer de su padre. El vacío de poder fue aprovechado por los nobles urgelenses para ocupar grandes dominios. No fue hasta el 1075 cuando Armengol IV consiguió imponerse a la nobleza.
Colaboró con Pedro I de Aragón y se rehízo económicamente gracias a las parias recibidas de Lérida y Fraga. Reconquistó en 1076 la cuenca del Sió con las villas de Agramunt y de Almenar; la zona de Liñola y Bellcaire d'Urgell en 1091, así como Calasanz y Gerb como paso previo a la toma de Balaguer. 
Fue un firme defensor de la incorporación de la reforma gregoriana al condado de Urgell.

## Matrimonios y descendencia
Se casó en 1077 con Lucía de Pallars, hija de Artal I de Pallars Sobirá y de Lucía de la Marca.  Fueron padres de: 
- Armengol V (1078–1102), sucedió a su padre en el condado de Urgell.[2]

Contrajo un segundo matrimonio en 1079 con Adelaida de Provenza, bisnieta de Guillermo II de Provenza. De este matrimonio tuvieron: 
- Guillermo III de Forcalquier (ca. 1080–1129), conde de Forcalquier.[3]

| Predecesor: Armengol III | Conde de Urgel 1065-1092 | Sucesor: Armengol V |